# Municipio de Fillmore (Míchigan)
El municipio de Fillmore (en inglés: Fillmore Township) es un municipio ubicado en el condado de Allegan en el estado estadounidense de Míchigan. En el año 2010 tenía una población de 2.681 habitantes y una densidad poblacional de 36,23 personas por km².

## Geografía
El municipio de Fillmore se encuentra ubicado en las coordenadas 42°43′4.09″N 86°4′25.14″O / 42.7178028, -86.0736500. Según la Oficina del Censo de los Estados Unidos, el municipio tiene una superficie total de 74 km² (28,6 mi²), de la cual 74 km² (28,6 mi²) corresponden a tierra firme y 0 km² (0 mi²) (0.0%) es agua.

## Demografía
En el 2000 la renta per cápita promedia del hogar era de $52,.969, y el ingreso promedio para una familia era de $61.333. El ingreso per cápita para la localidad era de $20.166. En 2000 los hombres tenían un ingreso per cápita de $40.268 contra $26.538 para las mujeres. Alrededor del 5.40% de la población estaba bajo el umbral de pobreza nacional.